# Laplace Island, Western Australia
Laplace Island är en ö i Australien. Den ligger i delstaten Western Australia, omkring 2 200 kilometer nordost om delstatshuvudstaden Perth. Arean är 0,36 kvadratkilometer. Den sträcker sig 1,0 kilometer i nord-sydlig riktning, och 0,7 kilometer i öst-västlig riktning.
Savannklimat råder i trakten. Genomsnittlig årsnederbörd är 1 768 millimeter. Den regnigaste månaden är februari, med i genomsnitt 452 mm nederbörd, och den torraste är juni, med 1 mm nederbörd.